# Polybotrya pubens
Polybotrya pubens là một loài thực vật có mạch trong họ Dryopteridaceae. Loài này được Mart. miêu tả khoa học đầu tiên năm 1834.